# HMS Illustrious (R06)
HMS Illustrious (R06) byla letadlová loď britského královského námořnictva třídy Invincible. Do služby vstoupila v roce 1982. Je pátou válečnou lodí a druhou letadlovou lodí nesoucí název Illustrious. Na počátku devadesátých let se zúčastnila operací v Iráku a Bosně. V roce 2000 v Sierra Leoně. Kvůli rozsáhlé modernizaci v roce 2002 se nestihla zapojit do bojů v Iráku. Během Druhé libanonské války pomáhala eskortovat Britské občany do bezpečí.
Illustrious zůstala po vyřazených sesterských lodí jedinou letadlovou lodí britského královského námořnictva. Po vyřazení Harrierů byla předělána na vrtulníkovou výsadkovou loď. Ze služby byla vyřazena 28. srpna 2014, po 32 let trvající službě. Následně byla prodána k sešrotování turecké společnosti Leyal Ship Recycling. Na svou poslední plavbu k likvidaci vyplula 7. prosince 2016 ze základny v Portsmouthu.
Na konci desetiletí bude nahrazena letadlovou lodí HMS Queen Elizabeth.

## Konstrukce
Obrannou výzbroj lodi tvořily tři vysoce efektivní zbraňové systémy Goalkeeper s hlavním sedmihlavňovým 30mm rotačním kanónem s kadencí 4200 ran za minutu. Účinný dosah systému byl mezi 350 až 1500 metry. Dále se na palubě nalézaly dva 20 mm automatické kanóny GAM-B01. Illustrious byla schopna nést 12 Harrierů a 10 transportních vrtulníků Merlin, potažmo Sea King, tedy celkem 22 strojů. Nebo se na palubě nacházelo 18 Harrierů a 4 transportní vrtulníky. Druhy leteckých strojů závisely na typu mise.
O pohon se staraly 4 plynové turbínové motory Rolls-Royce Olympus TM3B o síle 75 MW a 8 dieselových generátorů. Maximální rychlost byla 30 uzlů. Dosah byl 5000 námořních mil při rychlosti 18 uzlů.